# Padang Betuah
Padang Betuah is een bestuurslaag in het regentschap Bengkulu Tengah van de provincie Bengkulu, Indonesië. Padang Betuah telt 1133 inwoners (volkstelling 2010).